# 佩迪亞河

流域-水系

佩迪亞河是愛沙尼亞的河流，河道全長122公里，是該國第四長河流，流域面積2,719平方公里，發源自錫穆納附近，最終注入埃馬河，河畔城鎮有約格瓦。